# Praesos dysphanioides
Praesos dysphanioides är en fjärilsart som beskrevs av Rothschild 1896. Praesos dysphanioides ingår i släktet Praesos och familjen mätare. Inga underarter finns listade i Catalogue of Life.